# 나쁜 녀석들: 포에버
《나쁜 녀석들: 포에버》(영어: Bad Boys for Life)는 2020년 개봉한 미국의 버디 경찰 액션 코미디 영화이다. 1995년 영화 《나쁜 녀석들》과 2003년 영화 《나쁜 녀석들 II》을 잇는 나쁜 녀석들 프랜차이즈 시리즈 세 번째 작품이다.
속편 《나쁜 녀석들: 라이드 오어 다이》(2024)로 이어진다.

## 줄거리
조니 타피아가 마이애미 경찰국 형사 마이크 로리와 마커스 버넷에 의해 체포된 지 17년 후, 카르텔의 보스 베니토의 미망인 이사벨 아레타스는 아들 아르만도의 도움으로 멕시코 교도소에서 탈출한다. 이사벨은 아르만도를 마이애미로 보내 베니토가 숨겨둔 상당한 양의 돈을 회수하고, 그의 체포와 결국 교도소에서의 죽음을 초래한 사람들을 암살하라고 지시한다. 이사벨은 또한 아르만도에게 마이크를 마지막으로 죽이라고 명령한다.
마이애미에서 마이크는 마커스와 함께 그의 첫 손자의 탄생을 축하한다. 마커스는 가족과 더 많은 시간을 보내고 싶어 마이크에게 은퇴할 의사를 밝히고, 마이크는 불만을 표한다. 누가 더 빠른지 증명하기 위해 마커스와 달리기 시합을 하던 중, 마이크는 아르만도에게 총을 맞고 몇 달 동안 혼수상태에 빠진다. 이사벨에게 마이크를 먼저 노린 것에 대해 질책받은 아르만도는 마이크가 회복하는 동안에도 목록에 있는 다른 목표물들을 계속 암살한다.
마이크가 회복한 후, 그는 복수를 결심하고 은퇴한 마커스를 영입하려 하지만 실패하여 둘은 사이가 멀어진다. 한 정보원이 마이크에게 무기상 부커 그래시의 신원을 알려준다. 마이크가 수사를 피하라는 명령을 따르지 않을 것을 깨달은 콘래드 하워드 반장은 마지못해 그에게 마이크의 전 여자친구인 리타 세카다 중위가 이끄는 기술 중심 팀인 AMMO(Advanced Miami Metro Operations)와 협력하도록 허락한다.
팀이 무기 거래에서 그래시를 감시하는 동안, 마이크는 구매자들이 그래시를 죽이려 한다는 것을 알고 개입하지만, 그를 구하지 못한다. 나중에 마커스는 암살자가 자신을 쫓고 있다고 믿는 오래된 정보원 카버 레미에게 연락을 받는다. 마커스와 마이크는 카버에게 가지만, 그들이 도착하자마자 그는 살해당한다. 아르만도는 마이크와 주먹다짐을 한 후 도주한다.
하워드 반장은 나중에 은퇴할 의사를 밝히고, 마이크에게 인생에서 나아갈 길을 찾아야 한다고 조언한다. 잠시 후, 아르만도가 갑자기 그를 암살한다. 반장의 죽음은 마커스를 은퇴에서 벗어나게 하지만, 그는 마이크를 설득하여 AMMO와 팀으로 일하게 한다. 그들은 그래시의 회계사를 추적하고, 그 회계사는 그들을 로렌조 "즈와이-로" 로드리게스로 이끈다. 즈와이-로의 생일 파티에 잠입하면서 파괴적인 자동차 추격전이 벌어진다. 아르만도는 헬리콥터를 타고 즈와이-로를 구하러 오지만, 즈와이-로가 아르만도가 마이크를 쏘는 것을 막자 그를 죽인다. 총을 겨누면서 아르만도는 마이크에게 "Hasta el fuego"라고 말한다. 마커스의 총격은 마이크에게 엄호를 제공하고, 마이크는 아래 바다로 떨어진다.
AMMO는 작전 실패로 해체된다. 마이크는 마커스에게 아르만도가 자신의 아들일 수도 있다고 사적으로 밝힌다. 그는 24년 전, 마커스와 파트너가 되기 전 마이크가 아레타스 카르텔에서 잠복근무를 하면서 이사벨을 만났다고 설명한다. 그들은 사랑에 빠져 "Hasta el fuego"를 자신들만의 비밀 캐치프레이즈로 사용하여 함께 도망칠 생각이었다. 마이크는 결국 이사벨이 얼마나 위험해질지 깨닫고 경찰에 충성심을 유지했다. 마이크의 반대에도 불구하고 마커스와 AMMO는 그와 함께 멕시코시티로 가서 그녀와 대면한다.
버려진 호텔에서 마이크는 이사벨을 만나 자신에게 진실을 숨긴 것에 대해 질책한다. AMMO와 이사벨의 부하들 사이에 총격전이 빠르게 벌어진다. 마커스는 이사벨의 탈출 헬리콥터 조종사를 쏴서 헬리콥터가 추락하고 불이 붙게 만든다. 마커스가 이사벨과 대치하는 동안, 마이크는 아르만도에게 진실을 말한다. 격분한 아르만도는 마이크를 때리지만, 마이크는 반격하기를 거부한다. 그는 이사벨에게 진실을 요구하고, 이사벨은 마이크가 그의 친아버지임을 확인해준다.
평생 훈련해 온 임무가 거짓이었다는 것을 깨달은 아르만도는 이사벨과 대화하려 하지만, 이사벨은 마이크를 겨냥하다가 실수로 아르만도를 쏜다. 격분한 이사벨은 다시 마이크를 쏘려 하지만, 리타가 그녀를 쏘고 그녀는 아래 불꽃 속으로 떨어져 죽는다.
얼마 후, 리타는 반장으로 승진하고, 마이크와 마커스는 AMMO를 지휘하게 된다. 마이크는 감회에 젖은 아르만도를 교도소에서 방문하고, 새로운 사건에서 속죄할 기회를 제공하며, 아르만도는 이를 받아들인다.

## 출연진
- 윌 스미스 - 형사 마이클 유진 "마이크" 라우리 경위 역
- 마틴 로런스 - 형사 마커스 마일스 버넷 경위 역
- 버네사 허전스 - 켈리 역
- 알렉산더 러드위그 - 돈 역
- 파올라 누녜스 - 리타 서카다 경위 역
- 제이컵 시피오 - 아르만도 아레타스 역
- 찰스 멜턴 - 레이프 역
- 케이트 델카스티요 - 이사벨 "라 브루하" 아레타스 역
- 니키 잼 - 로렌조 "즈웨이로" 로드리게스 역
- 조 팬털리아노 - 콘래드 하워드 경감 역
- 테리사 랜들 - 테리사 버넷 역
- 마시 푸를란 - 리 태글린 역
- 해피 앤더슨 - 젱킨스 역
- 데니스 맥도널드 - 레지 역
- 비앙카 베슌 - 메건 역
- 마이클 베이 - 결혼식 사회자 역
- DJ 칼리드 - 매니 더 부처 역